# Вретські викрадення
Вретські викрадення - три викрадення дівчат з монастиря Врета були серією подій, що відбулися в Швеції в ХІІІ столітті. Вони стали легендарними і надихнули на багато віршів.

## Фон
Викрадення дівчат для дружин, здається, було давньою традицією германців. Жіночі шлюби були клановими питаннями, які вирішував найближчий родич жінки, часто разом зі старійшинами племен. Шлюб був союзним контрактом, а також мав багато економічних наслідків. Чоловікові не дозволялося одружуватися з жінкою з ворожого клану, якщо це не скріплювало договір між кланами. З іншого боку, чоловік може захотіти одружитися зі спадкоємицею з конкуруючого клану, щоб нав’язати цьому клану свою владу.

## Викрадення 1210 року
Близько 1210 року Гелена Сверкерсдоттер, єдина дочка скинутого короля Сверкера II, навчалася в монастирі Врета, коли її батько загинув у битві. Молодий Суне Фолькасон, син графа, який був серед супротивників Сверкера в тій битві і також загинув, хотів одружитися з нею, але її родичі відкинули його пропозиції. Фолькасон викрав Гелену і, за народними переказами, відвіз її до замку Імсеборг. Вони одружилися і народили двох дочок. Старшою була Катаріна Сунесдоттер, яка вийшла заміж за короля Еріка XI в 1244 році.

## Викрадення 1244 року
Близько 1244 року Бенґта Сунесдоттер, молодша дочка Суне Фолькасона і Гелени Сверкерсдоттер, здобула освіту в монастирі Врета. Її викрав Лоренс Педерссон, суддя Естерйотланда. Одна з теорій полягає в тому, що Педерссон, можливо, був онуком короля з династії Св. Еріка і хотів об’єднати цю династію з династією Бенґти Сверкерів. Можливо, він також мав плани на трон. У будь-якому випадку, Бенґта була звільнена і незабаром вийшла заміж за високопоставленого знатного Свантеполка Кнутсона, лорда Вібі, з яким у неї було кілька дочок і син Кнут, який помер бездітним.

## Викрадення 1288 року
У 1288 році Інгрід Свантеполксдоттер, одна з дочок Бенґти і Свантеполка, здобула освіту в монастирі Врета. Її батько збирався видати її за данського шляхтича, майбутнього верховного судді Давида Торстейсена. Фольке Альготссон, лицар з Гетеландії (і, за міфом, нащадок Альгаута), викрав її за допомогою деяких зі своїх братів і втік з нею до Норвегії. Король Магнус III, який, як повідомляється, розлючений через навмисне порушення безпеки жінок у монастирях, наказав стратити одного з його братів.
Інгрід зрештою повернулася з Норвегії і стала настоятелькою Врети. Її син Кнут Фолькасон став володарем Блекінге і Лістера.